# Petar II.
Petar II. Petrović-Njegoš (serbisch-kyrillisch Петар II Петровић-Његош ‚Peter II.‘; * 1. Novemberjul. / 13. November 1813greg. in Njeguši, Montenegro; † 19. Oktoberjul. / 31. Oktober 1851greg. in Cetinje, Montenegro) war Fürstbischof von Montenegro und einer der bedeutendsten Dichter des serbischen Sprachraums. Er schrieb u. a. den Bergkranz, Der falsche Zar, Šćepan der Kleine und Der Strahl des Mikrokosmos. Njegoš legte administrativ die Grundlagen für einen modernen Staat in Montenegro.

## Leben und Wirken

Petar II. Petrović Njegoš

Geboren unter dem Namen Radivoje („Rade“) Tomov Petrović im Dorf Njeguši unterhalb des Lovčen, verbrachte Petar II. seine Jugend im Kerngebiet der montenegrinischen Patriarchalität. Rade war durch seinen Vater früh mit der Gusle und der im Versmaß des Deseterac verfassten Volksepik der serbo-kroatischen Heldenlieder vertraut. Obwohl er als Kind nicht lesen und schreiben gelernt hatte, unterhielt er den eigentlich der Volkspoesie abgeneigten Onkel Fürstbischof Petar I. Petrović-Njegoš schon als Zwölfjähriger mit im Deseterac selbstkomponierten Epen auf der Gusle. Diese gelangen Rade so humorvoll, dass selbst Petar hinter seiner Klosterzellentüre sein Lachen nicht unterdrücken konnte.
Später wurden durch Sima Milutinović Sarajlija (1837) in einer Sammlung Epischer Heldenlieder (Pjevanja crnogorska i hercegovačka) fünf von Rade verfasste Epen veröffentlicht, die in der Gattung der Oral Poetry den Übergang Njegoš' von einem illiteraten Epensänger zu einem vollentwickelten Dichter der Romantik verfolgen lassen. In einem der Lieder – Nova pjesna crnogorska (A new Montenegrin Song) finden sich Stilmittel, die nicht mehr Elemente der Tradition sind. Nach einer gekünstelten Anrufung der Vila – bring together all voices into the gusle – beginnt der Gesang mit einer Beschreibung des Datums der Entstehung – In one thousand eight hundred / and half of the twenty-seventh year, was als Element nicht mehr im Kontext der Epischen Tradition gefunden wird. Die formativen ersten Eindrücke, die Njegoš aus der autochthonen und nicht literarischen Volksepik erhielt, in denen sich vielfältig animistische und neomanichäistische Elemente finden, blieben auch in seinen späteren Werken lebendig.
1825 trat Rade ins Cetinjer Kloster ein, lernte dort lesen und schreiben und wurde von verschiedenen Lehrern betreut. Seit 1827 übernahm der Dichter und Freimaurer Sima Milutinović Sarajlija seine Erziehung, doch entwickelte sich Njegoš insbesondere als Autodidakt. In seinem späteren Leben wuchs Njegoš damit zu einem vollständig literarisch gebildeten Dichter, wobei er aber dem zehnsilbigen Versmaß des Deseterac der Volksepik für seine großen Dichtungen – Luča mikrokozma, Gorski vijenac und Ščepan mali – treu blieb.
Als er 1830 als Nachfolger seines Onkels Vladika Petar I. die geistliche und weltliche Macht erlangte und Fürstbischof von Montenegro in Cetinje wurde, übernahm er den Vornamen seines Vorgängers.
Nachdem Njegoš 1834 aus Russland zurückgekehrt war, eröffnete er die erste Schule Montenegros und führte 1835 die erste moderne Buchpresse in Montenegro ein.
Bemüht um die Festigung der Staatsautorität, brach Petar II. in rücksichtsloser Vorgehensweise die Macht der Clanhäuptlinge.
Unter seiner Herrschaft entstanden in Montenegro die staatlichen Institutionen, der Senat, die Verwaltungsbehörden und Vollzugsbehörden. Er führte Steuern ein und gründete 1843 die erste Schule in Montenegro.
Mit Hilfe Russlands versuchte Petar II. sein Land gegen die Türken zu sichern.
Von einer seiner Reisen nach Russland (1833) brachte der Fürstbischof von Montenegro eine Druckerei-Einrichtung mit und gründete damit in Cetinje eine Druckerei, in der seine ersten Werke, daneben auch ein literarischer Almanach und die ersten montenegrinischen Schulbücher gedruckt wurden.

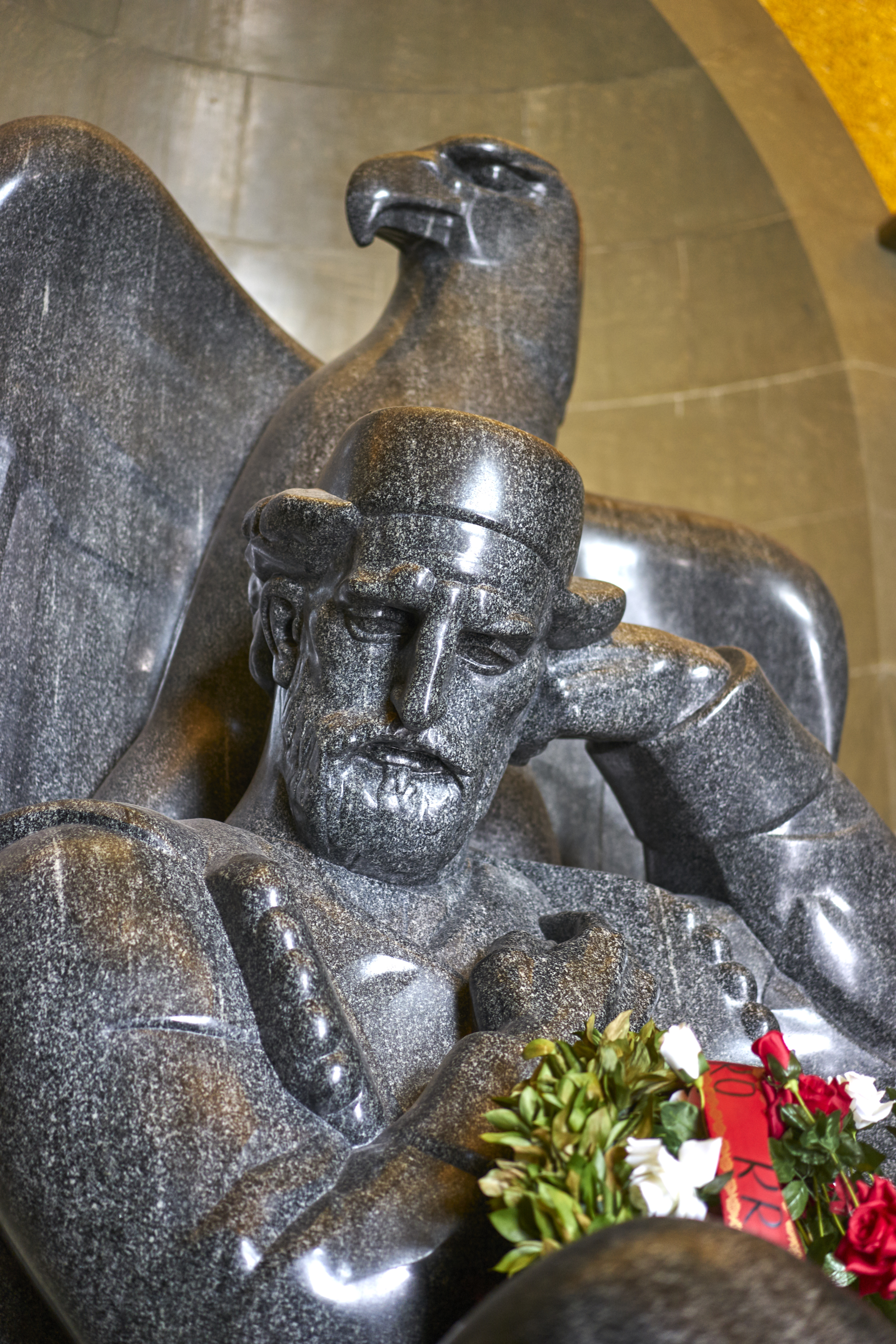
Njegoš-Mausoleum

1851 fand Petar II. einen plötzlichen, durch ein Lungenleiden bedingten Tod. Er wurde 1854 in einer von ihm 9 Jahre zuvor auf dem Gipfel Jezerski Vrh errichteten Grabkapelle beigesetzt. In den Jahren 1970 bis 1974 wurde dort vom kroatischen Bildhauer Ivan Meštrović das Njegoš-Mausoleum erbaut. 
Sein Nachfolger als Fürstbischof wurde sein Neffe Danilo II. Petrović-Njegoš (1851–1860). Dieser gab bereits 1852 das Bischofsamt auf und proklamierte sich zum weltlichen Fürsten von Montenegro.

## Werk
Seine Epik und Dichtung bewegte sich an der Grenze zwischen heroischem und bürgerlichem Zeitalter unter wechselndem Einfluss von Volksdichtung und slawischen Klassizismus. Der Bergkranz (Gorski vijenac), ein Epos mit starker poetischer Ausdruckskraft in lyrischen Partien, das den Befreiungskampf der Serben und Montenegriner gegen die Türken schildert, gilt als ein Hauptwerk der südslawischen Literatur.
Dabei wurde der Bergkranz oft von serbischer Seite als die "ultimative Vollendung der heroischen Epik" in der Tradition der Volksliedes betrachtet. Nach Svetozar Koljević und weiteren modernen Literaturkritikern ist dagegen im Epos Njegoš nicht mehr die Voraussetzung der Einheit "moralischer Bestimmung und Heldnischer Aktion" zu finden. Während im Volkslied die fundamentalen Prinzipien des "heroischen Zeitalters" einbezogen sind, so dass die Helden niemals die moralische Rechtfertigung ihres Handelns benötigen, so erfüllt der Gorski vijenac nach Koljević nicht mehr die traditionelle Definition eines Epos als "Narrative Dichtung in großem Maßstab über die Taten und Aktionen von Kriegern und Helden". Somit erkennt Koljević als grundlegendes strukturelles Prinzip im Bergkranz das Drama und nicht das Epos, indem das moralische Dilemma und die reflexive Art von Bischof Danilo auch als dem von Shakespeares Hamlet ähnlich beschaffen ist.

„Was im Bild der mittelalterlichen kosmischen Ordnung und universellen Hierarchie für Shakespeare zur Verfügung stand, das war für Njegoš die moralische Klarheit der gelungensten Werke der südslawischen heroischen Oral Poetry, das sind: der Glaube und die Wahrnehmung von Gewissheit, nach denen sich seine mächtige und dennoch skeptische künstlerische Vorstellungskraft sehnte, verstört von all den Paradoxen in seinem persönlichen und historischen Schicksaal.“

Der Erforschung von Njegoš' philosophischen Gedanken und dem literarischen Opus widmet sich in der Philologie die sogenannte "Njegošologie" (Njegošologija), u. a. Anica Savić Rebac, Miron Flašar.

## Rezeption
Die Hauptfigur Morlak im Filmdrama Otapanje vladara (2025) von Ivan Salatić ist von der Figur Petars inspiriert. 